# Willie Morgan
William Morgan (Alloa, 2 ottobre 1944) è un ex calciatore scozzese, di ruolo centrocampista.

## Carriera

### Nazionale
Ha partecipato ai Mondiali del 1974.

## Palmarès

### Club

#### Competizioni nazionali
- Community Shield: 1

Burnley: 1962
- Campionato inglese di seconda divisione: 1

Manchester United: 1974-1975